# Ligne arquée de l'ilion
La ligne arquée (ou ligne innominée ou crête du détroit supérieur) est une crête osseuse oblique sur la face sacro-pelvienne de l'ilion. 

## Description
La ligne arquée  débute en avant de la surface auriculaire de l'ilion jusqu'au pecten du pubis.
Elle sépare l'aile de l'ilium en haut du corps de l'ilium en bas.
Elle fait partie de la ligne terminale délimitant le petit bassin en dessous du grand bassin.